# Гай Клавдій Пульхр (претор)
Гай Клавдій Пульхр (лат. Gaius Claudius Pulcher, 96 до н. е. — після 44 до н. е.) — політичний та військовий діяч Римської республіки.

## Життєпис
Походив з патриціанського роду Клавдіїв. Син Аппія Клавдія Пульхра, консула 79 року до н. е.
З 76 року до н. е. входив до колегії саліїв. У 58 році до н. е. обіймав посаду легата у військах Гая Юлія Цезаря під час Галльської війни. У 56 році до н. е. був обраний претором. Під час своєї каденції намагався завадити зняттю таблиць, на яких був записаний закон про вигнання Ціцерона.
У 55—53 роках до н. е. як проконсул керував провінцією Азією. Мав намір брати участь у консульських виборах на 53 рік до н. е., але відмовився від цього і залишився в провінції. Після повернення у 51 році до н. е. до Риму був звинувачений Марком Сервілієм у здирництві, засуджений і вирушив у вигнання. У 44 році до н. е. був повернутий Марком Антонієм. Подальша доля невідома.

## Родина
- Аппій Клавдій Пульхр, консул 38 року до н. е.
- Аппій Клавдій Пульхр.